# کریستین باسوگوگ
کریستین باسوگوگ (انگلیسی: Christian Bassogog؛ زادهٔ ۱۸ اکتبر ۱۹۹۵) بازیکن فوتبال اهل کامرون است.
از باشگاه‌هایی که در آن بازی کرده‌است می‌توان به باشگاه فوتبال اوبی اشاره کرد.
وی همچنین در تیم‌های ملی فوتبال کامرون بازی کرده‌است.